# حارة الستين الشمالي (صنعاء)
الستين الشمالي هي إحدى حارات حي سدس احداق بمدينة الروضة شمال العاصمة اليمنية "صنعاء"، بلغ تعداد سكانها 1351 نسمة حسب تعداد اليمن لعام 2004.